# Produção florestal

## Sistemas de Produção Florestal
Considera-se um sistema de produção florestal, o conjunto de processos necessários para a produção de produtos madeireiros e não-madeireiros provenientes de florestas (Carece mais informações e fontes).

## Florestas plantadas
As florestas plantadas são aquelas intencionalmente produzidas pelo ser humano. Na grande maioria são florestas equiânias (com árvores da mesma idade), e formadas por uma única espécie (portanto, monocultura), embora haja exceções. Também na sua maioria, têm como objetivo a produção de produtos madeireiros, embora existam florestas plantadas com fins de recuperação de áreas degradadas e lazer, por exemplo.
Em geral, estas florestas são plantadas em grande escala por empresas que irão utilizar os produtos gerados. No entanto, a questão de escala é relativa, e muda conforme regiôes e países. em alguns locais, as florestas também são plantadas por pequenos proprietários e terras, para consumo próprio e venda da madeira, já que a floresta, ao contrário da maior parte das culturas agrícolas, não se perde tão facilmente com secas, chuvas excessivas e outras variações do clima.
Eventualmente, o termo fazenda pode, ainda, ser usado para terrenos de produção florestal que visam à produção de árvores para madeireiras, reflorestamento ou uso decorativo.

### Etapas
O objetivo desta seção é relacionar as etapas encontradas na maioria dos sistemas de produção de florestas plantadas. Primeiro, para fornecer uma visão geral do assunto; segundo, para incentivar a criação de novos artigos relacionados a cada etapa.
- Mapeamento: Com o objetivo de criar condições para o planejamento e controle da floresta que será implantada, faz-se um mapeamento utilizando diversas técnicas como: Topografia (mais comum para pequenas áreas), Sensoriamento remoto, Geoprocessamento, Aerofotogrametria, entre outros. Os mapas gerados serão a base para a divisão da área em áreas de plantio, estradas, benfeitorias e áreas de preservação.

- Planejamento: Vale fazer distinção de dois momentos de planejamento. O primeiro acontece antes da implantação da floresta, e é o que vai determinar as áreas de plantio, os métodos e recursos utilizados e um primeiro Cronograma. Seu objetivo é fazer com que o novo povoamento florestal atinja os objetivos para os quais está sendo iniciado. O segundo é o planejamento operacional, que acontece todos os anos, meses, ou com qualquer periodicidade que o(s) administrador(es) considere(m) necessário. Este visa a execução e acompanhamento das atividades necessárias para a sobrevivência da empresa.

- Construção de Estradas: Para os produtores florestais, a estrada tem duas funções: locomoção (tanto de insumos e Máquinas quanto de madeira) e proteção, servindo de barreira para controlar o fogo em caso de incêndios. Sua localização é estudada para otimizar o transporte, evitando grandes declividades e áreas alagadiças, quando possível.

- Preparo de solo: o preparo cria as condições ideais (ou mínimas) para o plantio e desenvolvimento da floresta. Os métodos dependem de vários fatores e precisam ser analisados em cada caso.

- Preparação da Muda (ou semente)

- Plantio: Pode-se plantar florestas por mudas ou sementes. A escolha depende mais da espécie escolhida e da tecnologia disponível.

- Adubação: As plantas possuem necessidades nutricionais que nem todos os tipos de solo podem suprir. Como qualquer cultura agrícola, algumas florestas necessitam de fertilizantes. O número e épocas de aplicação varia com a situação.

- Tratos culturais: outras atividades necessárias para o crescimento da floresta, e sua adequação aos objetivos de produção. Por exemplo: Poda-se os galhos inferiores para diminuir a formação de nós, visando produção madeira para serraria.

- Inventário florestal: É a ação que busca conhecer a floresta para otimizar a sua utilização. É executado periódicamente ou meses antes do uso da floresta, e gera conhecimento qualitativo (quais espécies, condições de sanidade, etc.) e quantitativo (quantidade de árvores, de volume de madeira, etc.) sobre o povoamento florestal.

- Proteção florestal: Ações que visam proteger a floresta de incêndios, pragas, doenças e quaisquer elementos que ameacem a integridade do patrimônio florestal. Envolve monitoramento e intervenções quanto necessário.

- Extração ou uso (para produtos não-madeireiros)

- Colheita florestal: É a fase em que se retira da floresta o que foi produzido. Para o produto mais comum (madeira), os métodos evoluitam do manual (machados e serrotes manuais), passando pelo semi-mecanizado (motosseras), até chagar a uma intensa mecanização nos dias de hoje.

- Transporte

- Condução ou Reforma: Algumas espécies florestais (como o Eucalipto, por exemplo) podem brotar e crescer novamente depois de terem sido colhidas a utilização desses brotos chama-se condução. A reforma é o ato de plantar a floresta novamente. Para as espécies que permitem os dois tradamentos, a decisão de usar um ou outro considera vários aspectos e é importante para o sustento da atividade.

## Florestas naturais
As florestas naturais são as florestas formadas naturalmente, sem a intervenção humana. O seu uso indiscriminado representa perigo para os ecossistemas, por isso a maioria dos países adota controle e fiscalizaçào rígidos. No Brasil, a legislação exige que um Plano de manejo seja aprovado junto aos órgãos competentes para que haja utilização.
Tais florestas são capazes de produzir madeiras nobres, mais valiosas que as plantadas. Além disso são muito apreciadas para o turismo ecológico.

### Etapas
idem acima
- Mapeamento
- Inventário florestal
- Enriquecimento: Em alguns casos, usa-se plantar espécies de valor (nativas da região) em meio à floresta original.
- Extração ou uso (para produtos não-madeireiros)
- Proteção florestal
- Colheita florestal
- Transporte